# Episodi di El internado (quinta stagione)
La quinta stagione di El internado è composta da 9 episodi ed è stata trasmessa in Spagna dal 12 maggio 2009 al 7 luglio 2009, con ascolti medi per 3.163.000 spettatori e il 18,4% di share.
In Italia, la quinta stagione è inedita.
| n° | Titolo originale                   | Titolo italiano | Prima TV Spagna | Prima TV Italia |
| -- | ---------------------------------- | --------------- | --------------- | --------------- |
| 1  | El cuaderno del doctor Wulf        |                 | 12 maggio 2009  | -               |
| 2  | Amnesia                            |                 | 19 maggio 2009  | -               |
| 3  | El hombre del saco                 |                 | 26 maggio 2009  | -               |
| 4  | La novia cadáver                   |                 | 2 giugno 2009   | -               |
| 5  | La promesa                         |                 | 9 giugno 2009   | -               |
| 6  | El vampiro                         |                 | 16 giugno 2009  | -               |
| 7  | El rey de la baraja                |                 | 23 giugno 2009  | -               |
| 8  | Paula en el país de las maravillas |                 | 30 giugno 2009  | -               |
| 9  | El último día                      |                 | 7 luglio 2009   | -               |